# Matelea lhotzkyana
Matelea lhotzkyana är en oleanderväxtart som först beskrevs av Fourn., och fick sitt nu gällande namn av J. Fontella Pereira. Matelea lhotzkyana ingår i släktet Matelea och familjen oleanderväxter. Inga underarter finns listade i Catalogue of Life.